# Karl-Friedrich-Gedächtniskirche

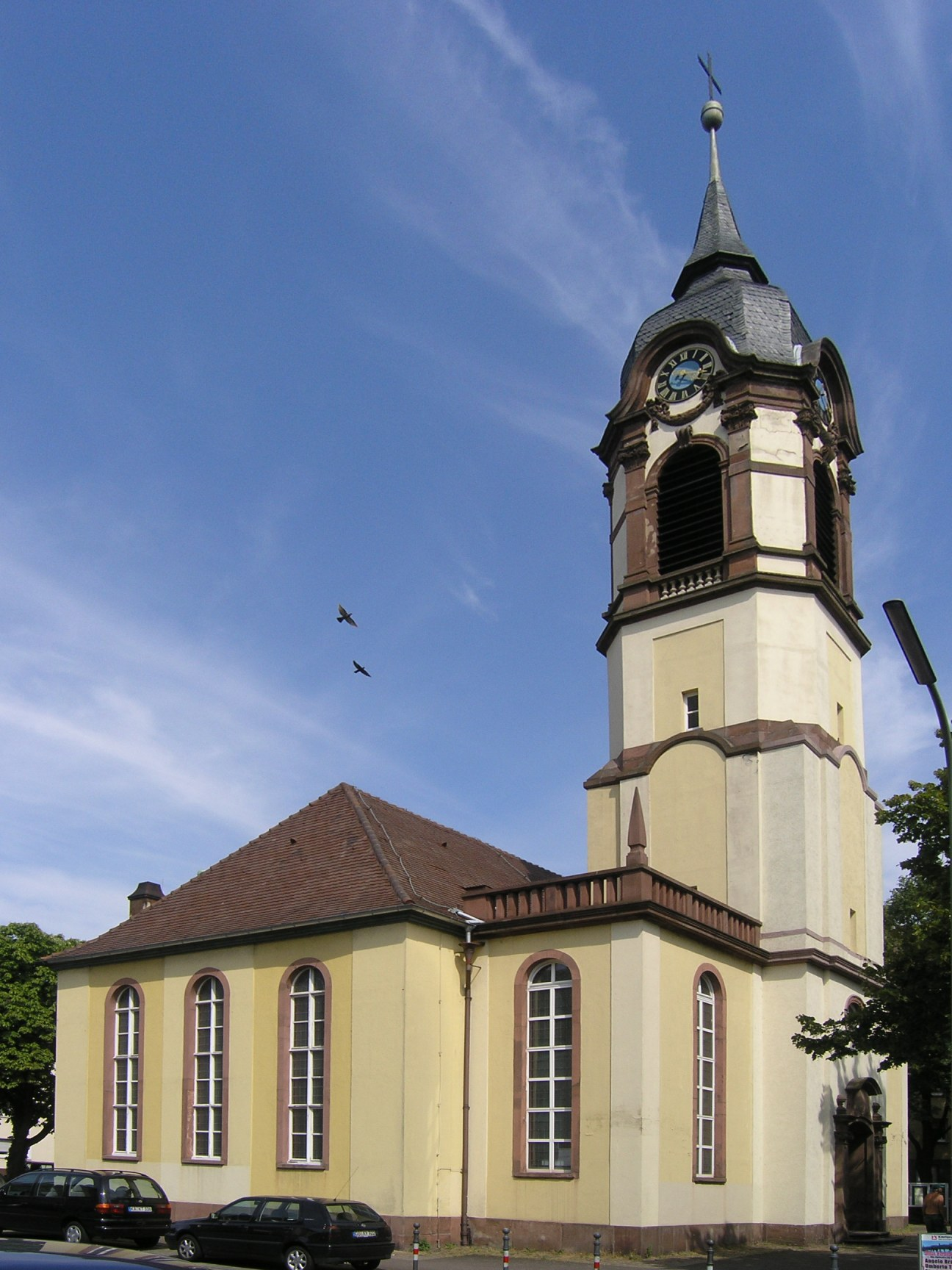
Karl-Friedrich-Gedächtniskirche 2005

Die Karl-Friedrich-Gedächtniskirche in Karlsruhe ist eine evangelische Kirche im Stadtteil Mühlburg.
Die Kirche entstand 1786 nach Plänen von Johann Friedrich Weyhing als Ersatz für das 1719 an dieser Stelle errichtete baufällige Kirchen-, Rat- und Schulhaus.
Den Namen Karl-Friedrich-Gedächtniskirche erhielt sie nach einer Erweiterung 1903. Mit dieser Namensänderung wurde des Markgrafen Karl Friedrich von Baden gedacht, der einst den Kirchenbau genehmigt und vorangetrieben sowie die alte Orgel der Karlsruher Schlosskirche zur Verfügung gestellt hatte, die noch bis 1810 benutzbar war. Im Zweiten Weltkrieg brannte die Kirche nach einem Bombardement am 4. Dezember 1944 bis auf den Turm aus. Sie wurde später unter der Leitung von Gisbert von Teuffel wiederhergestellt.